# Zenkō Suzuki
Zenkō Suzuki (鈴木 善幸 Suzuki Zenkō, 11 de gener de 1911 - 19 de juliol de 2004) va ser un polític japonès, que va exercir com el 70è primer ministre del seu país, des del 17 de juliol de 1980 fins al 27 de novembre de 1982.